# Marie Collings
Marie Collings, 18. Dame de Sercq (* 1791; † 1853) war von 1852 bis 1853 Dame de Sercq.
Sie war die Tochter von John Allaire, einem Freibeuter aus Guernsey. Als im Jahr 1844 der damalige Seigneur von Sark, Ernest le Pelley, hoffnungslos nach Geldmitteln suchte, um den Betrieb einer Silbermine fortzuführen, erlangte dieser die Erlaubnis der Krone, das Lehnswesen von Sark für 4000 £ an Collings Vater zu verpfänden. Als 1845 die Decke des tiefsten Stollens einstürzte, musste die Firma le Pelleys 1847 geschlossen werden, weil sie dagegen nicht versichert war. Auch der Sohn und Erbe le Pelleys, Pierre Carey le Pelley, war nicht in der Lage dazu Pfandzahlungen aufrechtzuerhalten und wurde gezwungen den Titel des Seigneur von Sark an Marie Collings für 6000 £ zu verkaufen.
| Personendaten    | Personendaten                                          |
| ---------------- | ------------------------------------------------------ |
| NAME             | Collings, Marie                                        |
| ALTERNATIVNAMEN  | Sercq, Marie Collings 18. Dame de (vollständiger Name) |
| KURZBESCHREIBUNG | Dame von Sark                                          |
| GEBURTSDATUM     | 1791                                                   |
| STERBEDATUM      | 1853                                                   |